# مهرجان العودة إلى الرياض
مهرجان العودة إلى الرياض هو مهرجان ترفيهي تعليمي أعلن عن إطلاقه رئيس مجلس إدارة الهيئة العامة للترفيه في المملكة العربية السعودية، تركي آل الشيخ، ويقام في العاصمة الرياض خلال الفترة 23 أغسطس حتى 5 سبتمبر 2022، ويعد الأول من نوعه في المملكة.

## الفعاليات
يتكون المهرجان من 6 تجارب، و3 مناطق، ومسرحين، ويتضمن مجموعةً من الفعاليات والأنشطة والتجارب التي تجمع بين المعرفة والترفيه، ليتناسب مع كافة الفئات العمرية، مثل مسرحية السيرك بمسرح محمد العلي، وإطلالات الفنانة رشا رزق التي تمثل جزءًا من ذكريات الطفولة لدى زوار المهرجان.
كما يحتضن المهرجان عروضًا عالمية، مثل «ديزني على الجليد»، والعرض المسرحي «جامعة المشاغبين» الذي يقام لأول مرة، مع عدد من الأحداث الترفيهية والتعليمية، إضافةً إلى مجموعة من العروض المسرحية الملائمة للعائلة والأطفال، فضلًا عن توافر عدد من المتاجر المتخصصة في بيع المستلزمات المدرسية.
وتعد تجربة أبطال النينجا من التجارب العالمية التي تقام لأول مرة في السعودية، وتساعد على تنمية المهارات العقلية والجسدية لدى الأطفال، فضلًا عن توفيرها لأنشطة خاصة بالكبار، في حين تمثل السينما تجربةً عائليةً تتيح للطفل وأسرته المشاهدة العائلية، كما تعمل تجربة المهنة على تحديد طموحات الأطفال وتوجهاتهم المستقبلية، عبر مسارات مختلفة، تشمل الهندسة المعمارية، وأستوديو الموضة، والمحور الإعلامي.

### العوائل
يجمع مهرجان العودة إلى الرياض مختلف الاهتمامات العائلية، من خلال برامجه المتنوعة، التي تسهم في تمكين الأطفال من اختيار تجاربهم المهنية المستقبلية في مبنى المهن والوظائف.

### الأطفال
يولي المهرجان اهتمامه بالأطفال من خلال 6 تجارب تفاعلية خصصها لهم في مجالات العلوم البيئية والأحياء والكيمياء، إضافةً إلى تجربة فضائية تتميز بمحاكاة الواقع، والسفر الافتراضي للمريخ، وتجربة الفنون الملهمة للأطفال، فضلًا عن تعزيز قدراتهم بعدد من العروض والمعارض، والمعارف المتنوعة.

### الفنون
يشتمل المهرجان على عروض متنوعة، إضافةً إلى مجموعة واسعة من محطات الإبداع والترفيه المحلية والعالمية.

### المطاعم والمقاهي
تصاحب فعاليات مهرجان العودة إلى الرياض مناطق خاصة بالمطاعم، والمقاهي، وقسما للمتاجر والتسوق والألعاب، إلى جانب مراكز متخصصة في بيع الاحتياجات الدراسية للزوار.